# 太原县文庙
太原县文庙，是明清山西太原府太原县的县学文庙，又名“晋源文庙”。

## 位置
晋源文庙位于今中华人民共和国山西省太原市晋源区晋源街道东街村的东大街，庙前为旧城东部的主街，坐北朝南，符合左文右武的礼制规范。

## 历史
晋源文庙始建于明洪武六年（1373年），后多次增修。

## 建筑
晋源文庙建筑总占地面积一万余平方米，前后两进，现存照壁、棂星门、泮池、祀殿（大成门）、大成殿、明伦堂、敬一亭、尊经阁等。
献殿面阔三间。大成殿面阔五间，进深四间，歇山顶，屋面青色琉璃瓦剪边，檐下七踩单翘双昂斗拱。

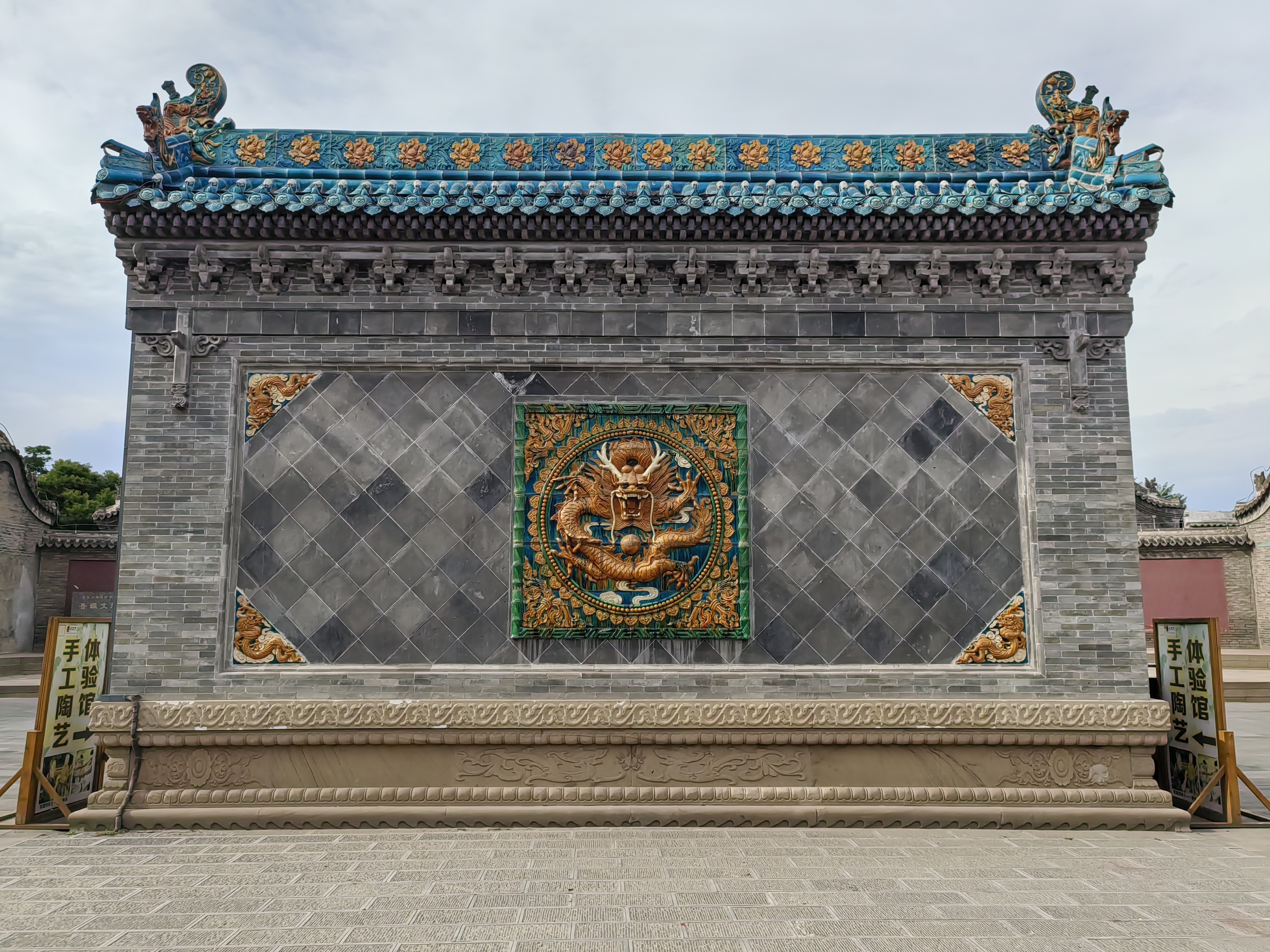
照壁
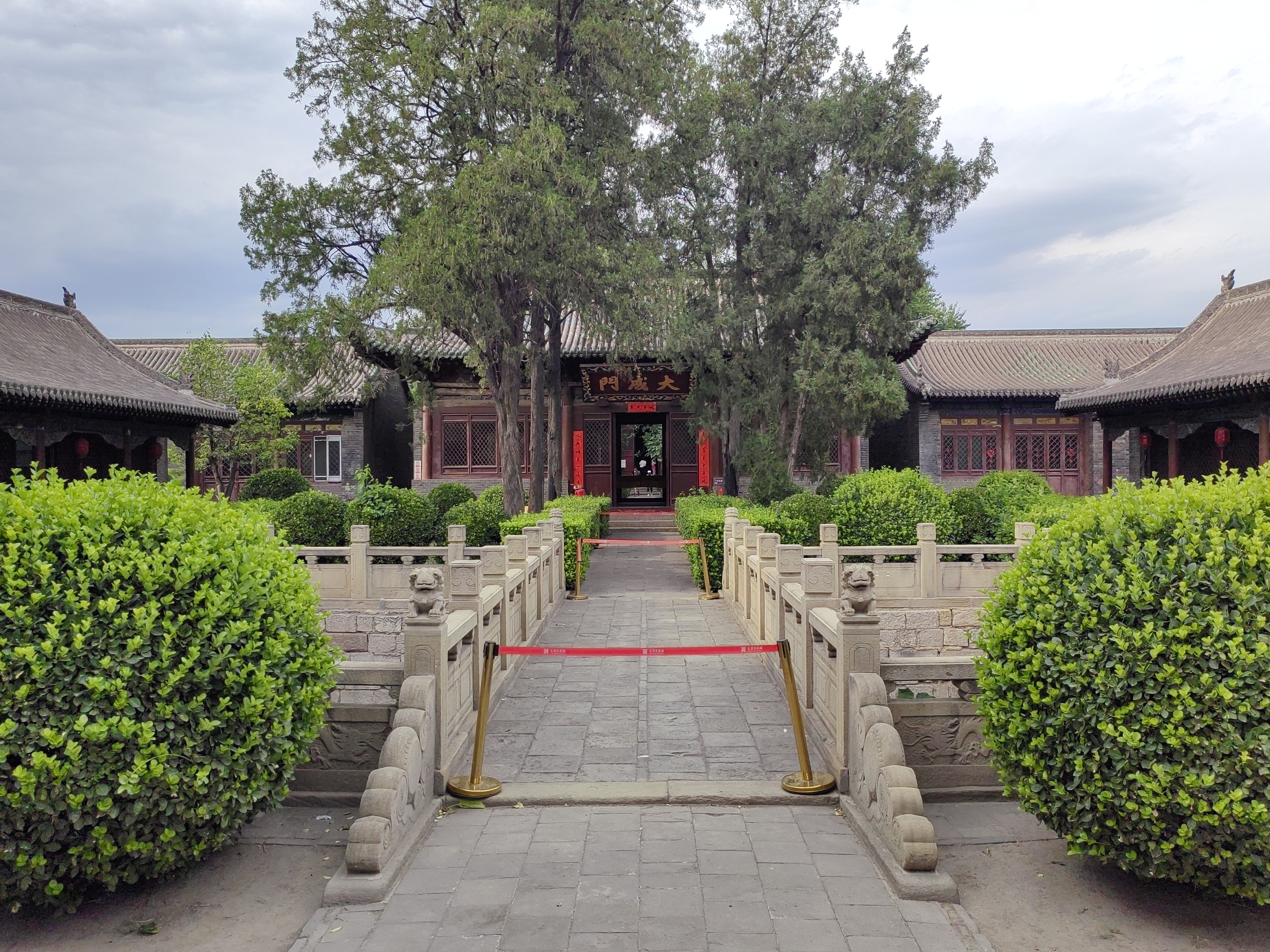
泮池、祀殿
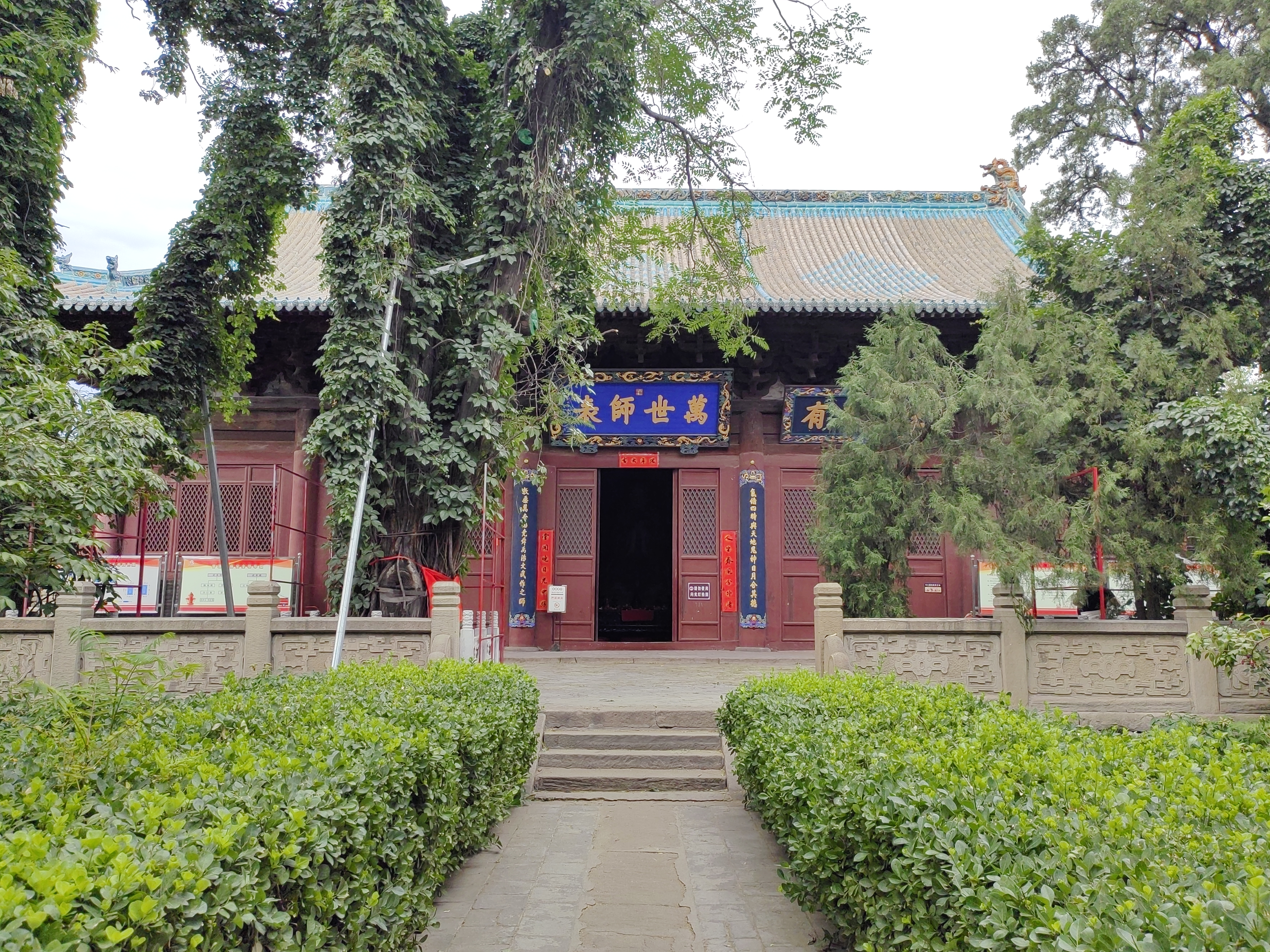
大成殿
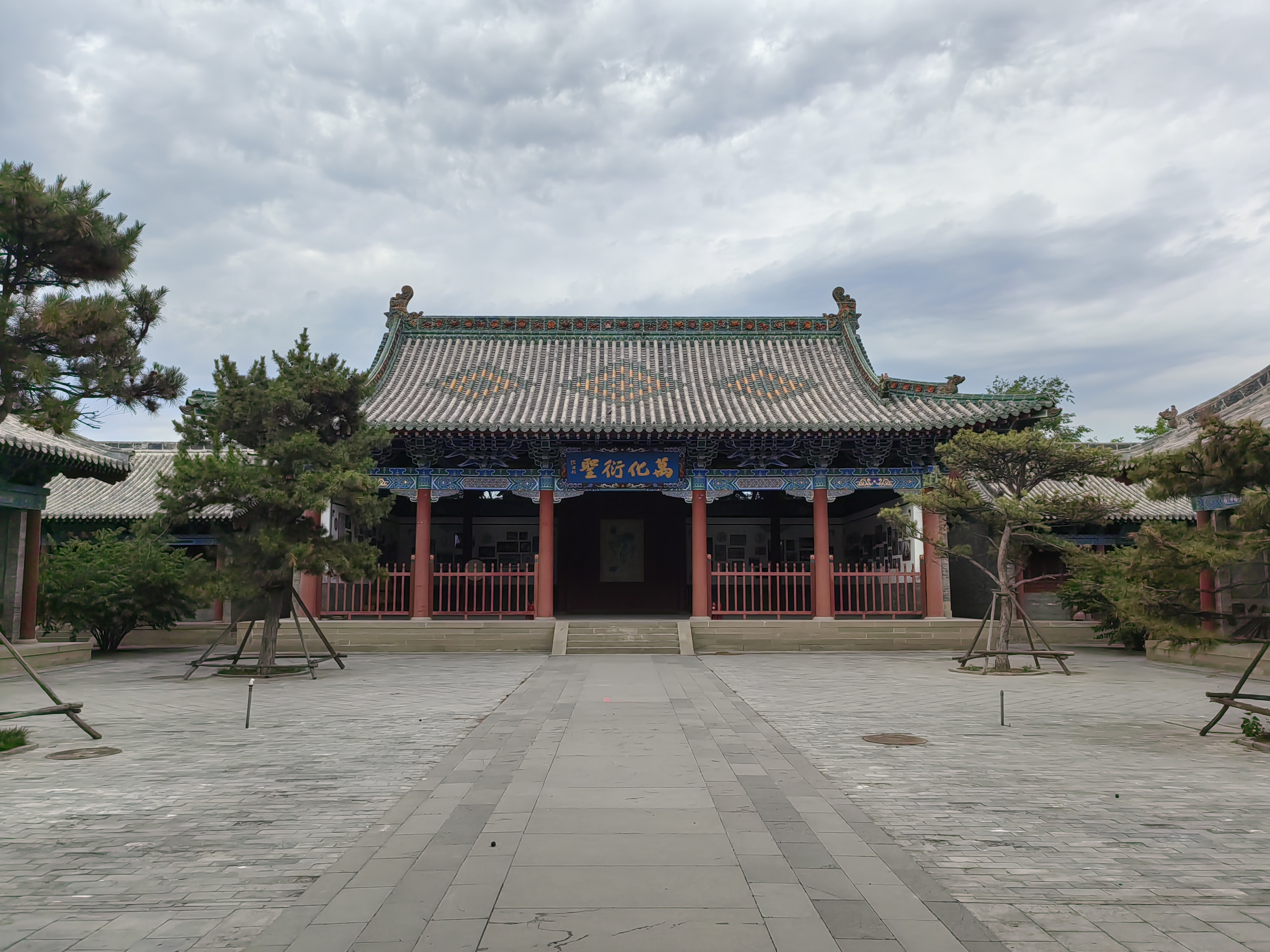
明伦堂
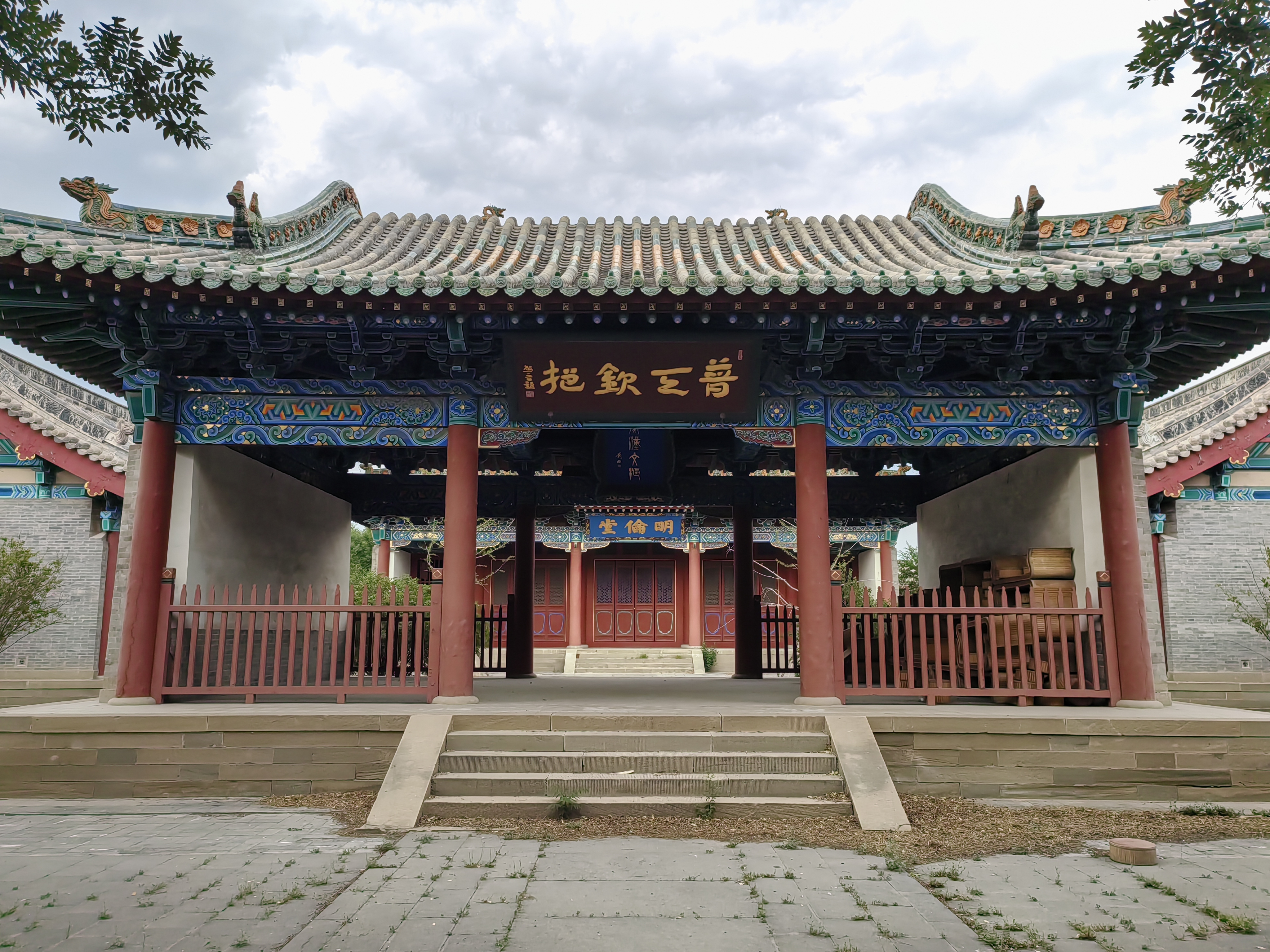
敬一亭
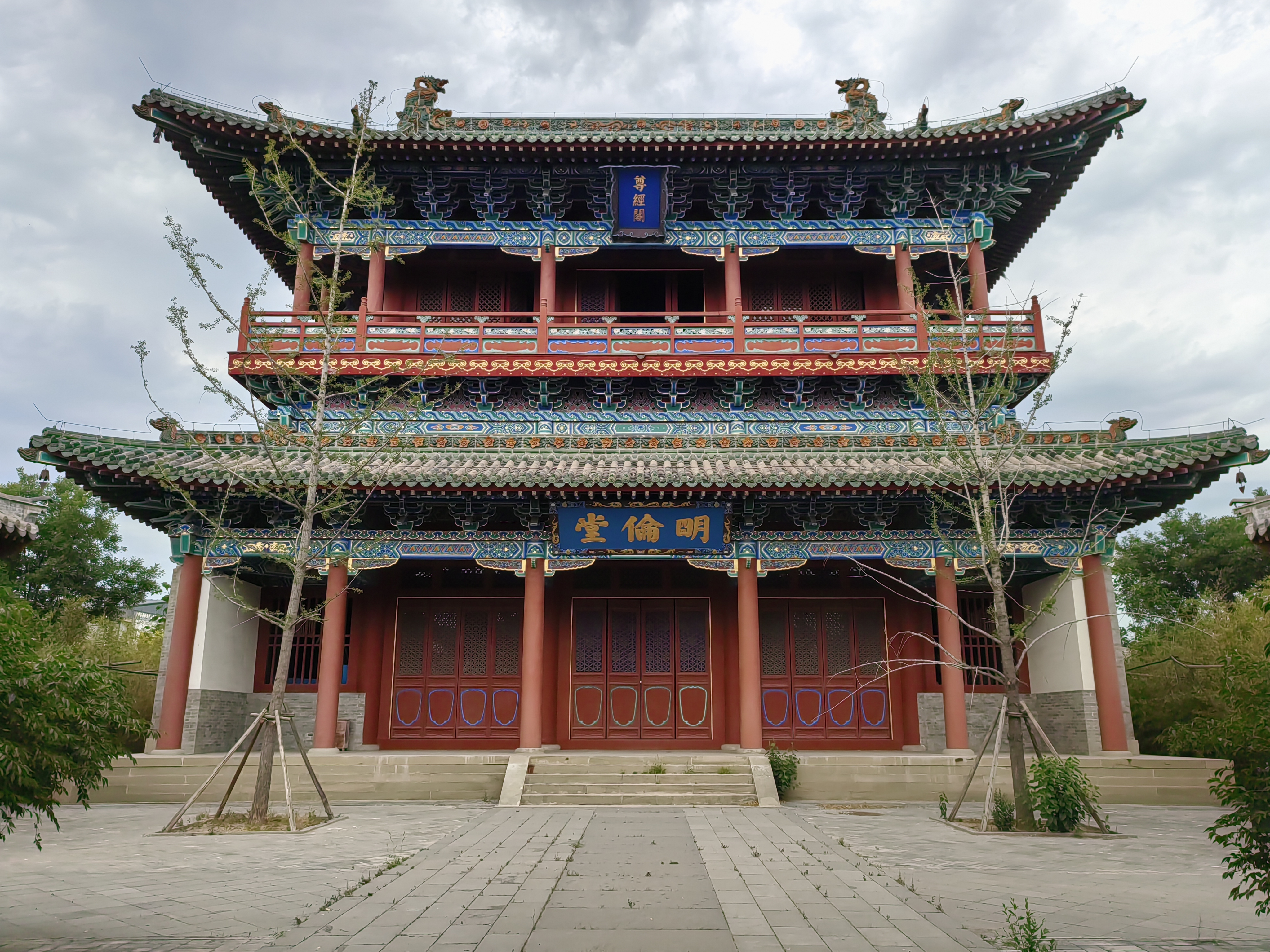
尊经阁

## 保护
2004年6月10日，公布为第四批山西省文物保护单位。2013年3月5日，公布为第七批全国重点文物保护单位。

## 外部連結
- 太原市晋源区历史文化遗产扫描（页面存档备份，存于）